# 大洗原子力工学研究所
大洗原子力工学研究所（英: Oarai Nuclear Engineering Institute）は、茨城県東茨城郡大洗町にある日本原子力研究開発機構の研究所。2005年10月1日に日本原子力研究所大洗研究所と核燃料サイクル開発機構（旧動力炉・核燃料開発事業団）大洗工学センターを統合して設置された。仕様の異なる試験研究炉や照射後試験施設を有しており、高速炉の研究開発、高温ガス炉とこれによる熱利用技術の研究開発、軽水炉の高度化や安全向上等の研究開発が行われている。

## 沿革
日本原子力研究所
- 1967年4月 - 大洗研究所設置[3]
- 1968年3月 - JMTR初臨界[3]
- 1998年11月 - 高温工学試験研究炉初臨界[3]

核燃料サイクル開発機構（旧動力炉・核燃料開発事業団）
- 1970年3月 - 大洗工学センター設置[3]
- 1977年4月 - 常陽初臨界[3]

日本原子力研究開発機構
- 2005年10月 - 日本原子力研究所と核燃料サイクル開発機構の統合により、大洗研究開発センター設置[3]
- 2018年4月 - 研究所名を大洗研究所に改名[3]
- 2024年11月 - 研究所名を大洗原子力工学研究所に改名[3]

## 保有施設

### 原子炉施設
| 名称                     | 原子炉形式                   | 定格熱出力 | 初臨界         | 備考                                   |
| ------------------------ | ---------------------------- | ---------- | -------------- | -------------------------------------- |
| JMTR                     | 軽水減速冷却タンク型原子炉   | 50MW       | 1968年03月30日 | 材料試験炉。運転終了。                 |
| DCA                      | 重水減速圧力管型臨界実験装置 | 1kW        | 1969年12月28日 | 新型転換炉の臨界実験装置。廃止措置中。 |
| 常陽                     | ナトリウム冷却高速炉         | 140MW      | 1977年04月24日 | 高速増殖炉の実験炉。                   |
| 高温工学試験研究炉(HTTR) | 黒鉛減速ガス冷却炉           | 30MW       | 1998年11月10日 | 高温ガス炉の実験炉。                   |

### その他の研究施設
- 燃料研究棟
高速炉用の新型燃料等の研究を行う施設。2017年6月に核燃料貯蔵容器の点検をしていた職員らが内部被曝する事故が発生した[12][13][14]。被曝した職員らは放射線医学総合研究所に緊急搬送されたが、翌年2月には被曝した全員が職場復帰した[15]。この事故は国際原子力事象評価尺度 (INES) においてレベル2（異常事象）に分類された[16]。
- 廃棄物管理施設
大洗研究所、東北大学金属材料研究所附属量子エネルギー材料科学国際研究センター[注釈 2]、日本核燃料開発株式会社[注釈 3]における原子炉の運転及び核燃料物質の使用に伴って発生した放射性廃棄物を処理する施設[17]。